# Ziglipton lumawigi
Ziglipton lumawigi là một loài bọ cánh cứng trong họ Cerambycidae.